# Валле-делл-Анджело
Валле-делл-Анджело (італ. Valle dell'Angelo) — муніципалітет в Італії, у регіоні Кампанія, провінція Салерно.
Валле-делл-Анджело розташоване на відстані близько 300 км на південний схід від Рима, 110 км на південний схід від Неаполя, 65 км на південний схід від Салерно.
Населення — 254 особи (2014).
Щорічний фестиваль відбувається 31 липня. Покровитель — San Barbato.

## Демографія
Населення за роками:

Станом на 1 січня 2023 року в муніципалітеті офіційно проживав 1 іноземець (громадянин Польщі).

## Сусідні муніципалітети
- Лаурино
- П'яджине
- Рофрано
- Санца